# Felix Cziossek
Felix Cziossek (* 10. Dezember 1888 in Ludwigsburg; † 10. Juli 1954 in Stuttgart) war ein deutscher Bühnenbildner und Maler. Mit  4.000 Bühnenbildern in ca. 800 Inszenierungen leistete er einen wesentlichen Beitrag zur  Bekanntheit des Staatstheater Stuttgart.

## Jugend und Ausbildung
Von 1895 bis 1904 besuchte Felix Cziossek die Elementar- und Realschule in Ludwigsburg, die er mit der mittleren Reife abschloss. In der Jugend hegte er großes Interesse für Architektur. Von 1905 bis 1908 studierte er an der Königlichen Kunstgewerbeschule in Stuttgart mit der Absicht, Maler zu werden. 1908 wurde er vom  Stuttgarter Hoftheatermaler  Wilhelm Plappert als Schüler angenommen. 1912 und 1913 folgten weitere Lehrjahre bei dem deutschen Landschaftsmaler und Bühnenbildner Georg Hacker in Düsseldorf. Von dort aus unternahm er Studienreisen nach Italien, Holland und Dalmatien. 1915 und 1916 war er Kriegsteilnehmer im Reserveinfanterieregiment Nr. 246, von dem er wegen eines Herzleidens entlassen und zur Arbeitsleistung an das Königliche Hoftheater verpflichtet wurde.

## Wirken als Bühnenbildner
1913 wurde Felix Cziossek vom Generalintendanten Joachim Gans zu Puttlitz die Nachfolge Wilhelm Plapperts als leitender Bühnenbildner am Königlichen Hoftheater Stuttgart berufen. In dieser Position verantwortete Cziossek von nun an Oper, Operette und Theater im Großen wie im Kleinen Haus als alleiniger Planer und Entwerfer und war in der Regel auch für das Kostümbild verantwortlich. In seiner Schaffenszeit in Stuttgart schuf Cziossek  4.000 Bühnenbildentwürfe für  800 Inszenierungen, welche unter seiner Leitung aufgeführt wurden.
Trotz des immensen Arbeitsaufkommens pflegte Cziossek einen  Übersichtskatalog über seine Arbeiten, weshalb noch 339 Bühnenbilder von Cziossek im Landesarchiv Baden-Württemberg zu finden sind.
Rückblickend wird Cziossek ein wesentlicher Beitrag daran zugeschrieben, dass das Stuttgarter Theater zu den fortschrittlichsten und modernsten seiner Zeit aufstieg.
Trotz verlockender Angebote aus Berlin, München und Wien blieb Cziossek bis zur Zerstörung des Theaters im Zweiten Weltkrieg in Stuttgart tätig.

## Nachkriegszeit
Als der Theaterbetrieb nach dem Zweiten Weltkrieg 1945 wieder aufgenommen wurde, durfte Cziossek seine Stelle nicht wieder antreten. Die amerikanische Militärregierung warf im vor, seit 1933 Mitglied der NSDAP gewesen zu sein und wies das württembergische Staatstheater an, sein Dienstverhältnis mit sofortiger Wirkung zu beenden, was am 13. August 1945 geschah. Es folgte ein Entnazifizierungsverfahren, das zu Tage brachte, dass Cziossek keinesfalls nationalsozialistische Ideen verfolgte und stets menschlich gehandelt hatte. Das Verfahren endete mit einem Bescheid vom 18. Dezember 1947, mit welchem Cziossek in die Gruppe der Mitläufer eingereiht wurde und eine Geldsühne von 200 Reichsmark bezahlen musste.
Eine Wiederaufnahme seiner Tätigkeit beim Staatstheater scheiterte an seinem Gesundheitszustand. Das alte Herzleiden trat wieder auf und er hatte einen zu niedrigen Blutdruck.

## Wirken als Maler
Über sein ganzes Leben hinweg widmete sich Cziossek der Malerei. Stilprägend waren sein Lehrer Georg Hacker wie auch der Maler Hans Brasch, ein Vertreter des Expressionismus. Cziossek und Brasch waren Nachbarn im Engelhornweg in Stuttgart und sich auch freundschaftlich verbunden.
Von 1941 bis 1945 lehrte er Bühnenbild, Festgestaltung und Theaterkostüm an der Staatlichen Akademie der Bildenden Künste Stuttgart. Darüber hinaus hatte er einen Lehrauftrag an der Staatlichen Hochschule für Musik für die dortige Theaterklasse.
In seiner Schaffenszeit entstanden zahlreiche Gemälde, die sich in Privatbesitz befinden.

## Familie
Felix Cziossek ward am 10. Dezember 1888 als Sohn des Oberstallmeisters Alexander Cziossek und Pauline Cziossek, geb. Stockemer, geboren. Am 7. Juli 1914 heiratete Cziossek Julie Lösch, Tochter des Kaufmanns August Lösch und Emma Lösch, geborene Huber, aus Neckarweihingen. 1919 wurde Felic Cziossek in die Freimaurerloge „zu den 3 Cedern“ in Stuttgart aufgenommen. Am 13. Februar 1924 kam Sohn Klaus Cziossek zur Welt. Klaus besucht das Eberhard-Ludwigs-Gymnasium in Stuttgart und wurde als Abiturient kriegsverpflichtet. Am 16. November 1943 fiel Klaus im Osten, was Julie und Felix Cziossek schwer traf, wie dieser später im Entnazifizierungsverfahren mitteilte.
Felix Cziossek starb am 11. Juni 1954 an einem Herzschlag in Stuttgart.